# Praça de Touros de Pontevedra
A Praça de Touros de Pontevedra (Espanha) é a praça de touros da cidade espanhola de Pontevedra e a única da comunidade autónoma da Galiza. Tem uma capacidade de 7 800 espectadores  e está classificada na segunda categoria das praças de touros espanholas. A praça de touros actual substituiu uma de madeira de 1892, embora a tradição tauromáquica em Pontevedra remonte ao século XVII.

## História
Antes da existência da praça de touros, as touradas realizavam-se desde o século XVII nas praças da Ferraria e Alhóndiga, fechando as entradas com tábuas e reservando-se o direito de usar as janelas de algumas casas para assistir às festividades. Estes espectáculos são mencionados nas crónicas do Prudencio Landín Tobío sobre a cidade de Pontevedra.
Em 1892, o capitão da artilharia, Benito Calderón Ozores, irmão da Marquesa de Riestra e genro de Eugenio Montero Ríos, em associação com duas pessoas de Córdova, promoveu a construção de uma praça de touros de madeira no Campo da Torre, no mesmo local que a actual praça de touros de pedra.
Em 1896, foi recebido pela Câmara Municipal um pedido para a construção de uma praça de touros de pedra. O pedido foi aprovado a 5 de Novembro do mesmo ano, mas o projecto de construção foi suspenso até 1899.
O arquitecto Siro Borrajo Montenegro, foi o responsável pela direcção das obras iniciadas em Outubro de 1899. Mais precisamente, no dia 8, ao ritmo do paso doble tocado pela banda de metais do orfanato. Antes de um ano após o início das obras, a praça de touros foi inaugurada pelos toureiros Emilio Torres "Bombita" e Ricardo Torres "Bombita chico" que combateram touros de Salas. Isto foi a 12 de agosto de 1900 no bairro de São Roque, o mesmo local onde se situava a praça de madeira. · 
Desde 1975, a praça de touros é propriedade dos irmãos Lozano. · 

## Descrição
O edifício tem uma planta de dois andares, sendo a primeira secçao reservada para as tribunas e a segunda para os camarotes e assentos cobertos. A praça de touros é coberta. Em 1996, a praça de touros foi renovada com uma cobertura, feita de um tecido semelhante ao dos veleiros, que abriga os espectadores e parte da arena, deixando o centro da arena aberto. Esta cobertura de membrana de PVC com uma superfície de 4 300 m2 foi inaugurada no dia 25 de julho, durante uma tourada na qual os toureiros combateram os touros de El Torreón e na qual foram anunciados os toureiros valencianos Enrique Ponce e Vicente Barrera, bem como o colombiano César Rincón.

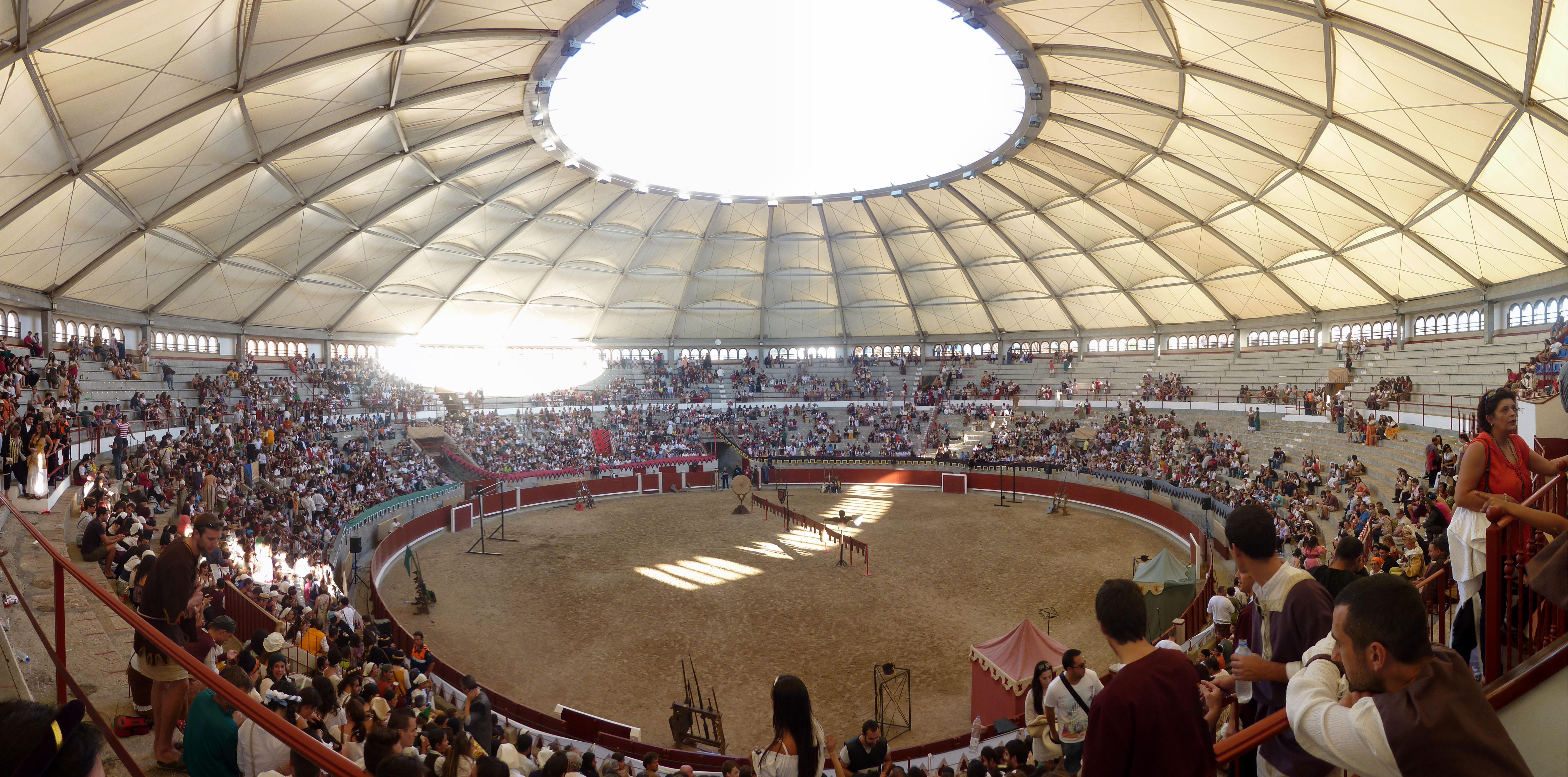
Interior da praça de touros coberta

A praça de touros de Pontevedra caracteriza-se pelo seu grande número de adeptos. As arquibancadas ensolaradas da praça de touros estão cheias de peñas que, com as suas roupas coloridas e alegres, criam uma grande atmosfera todas as tardes de tourada. Cerca de 50 grupos de membros de peña celebram a sua Feira anual da Virgem Peregrina. Este fenómeno das peñas não é uma moda nova, mas é algo enraizado em Pontevedra.

## Galeria

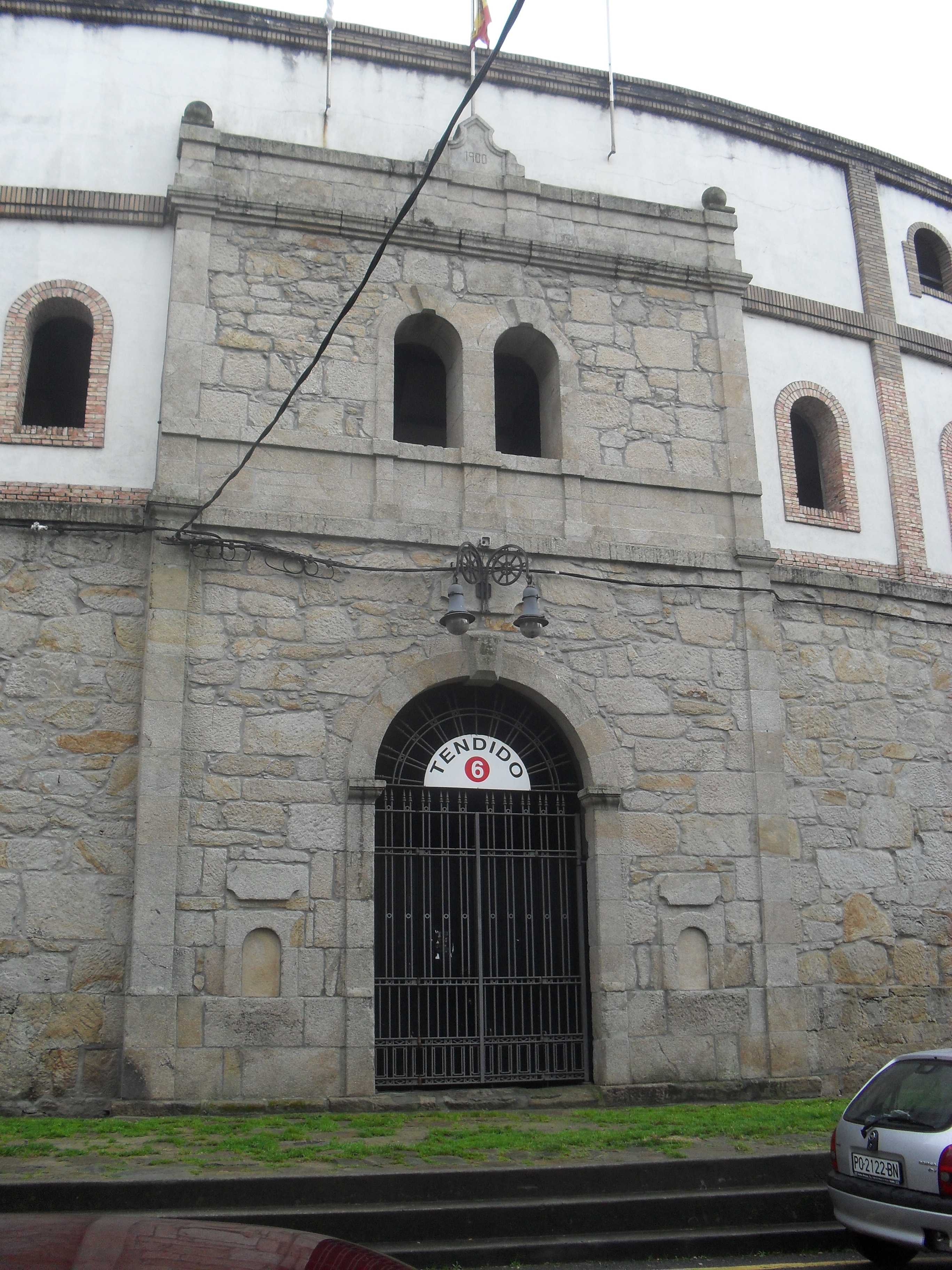
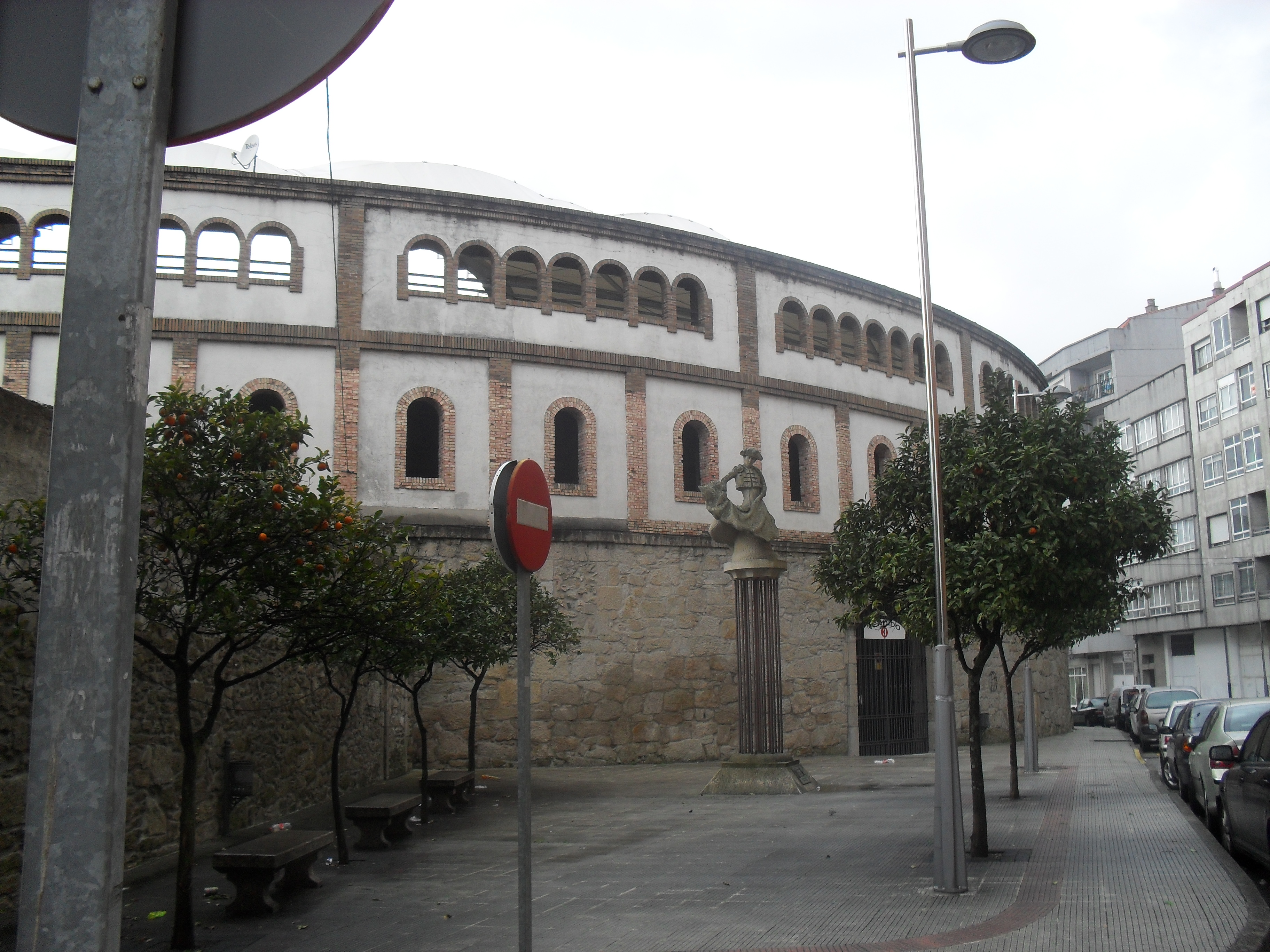
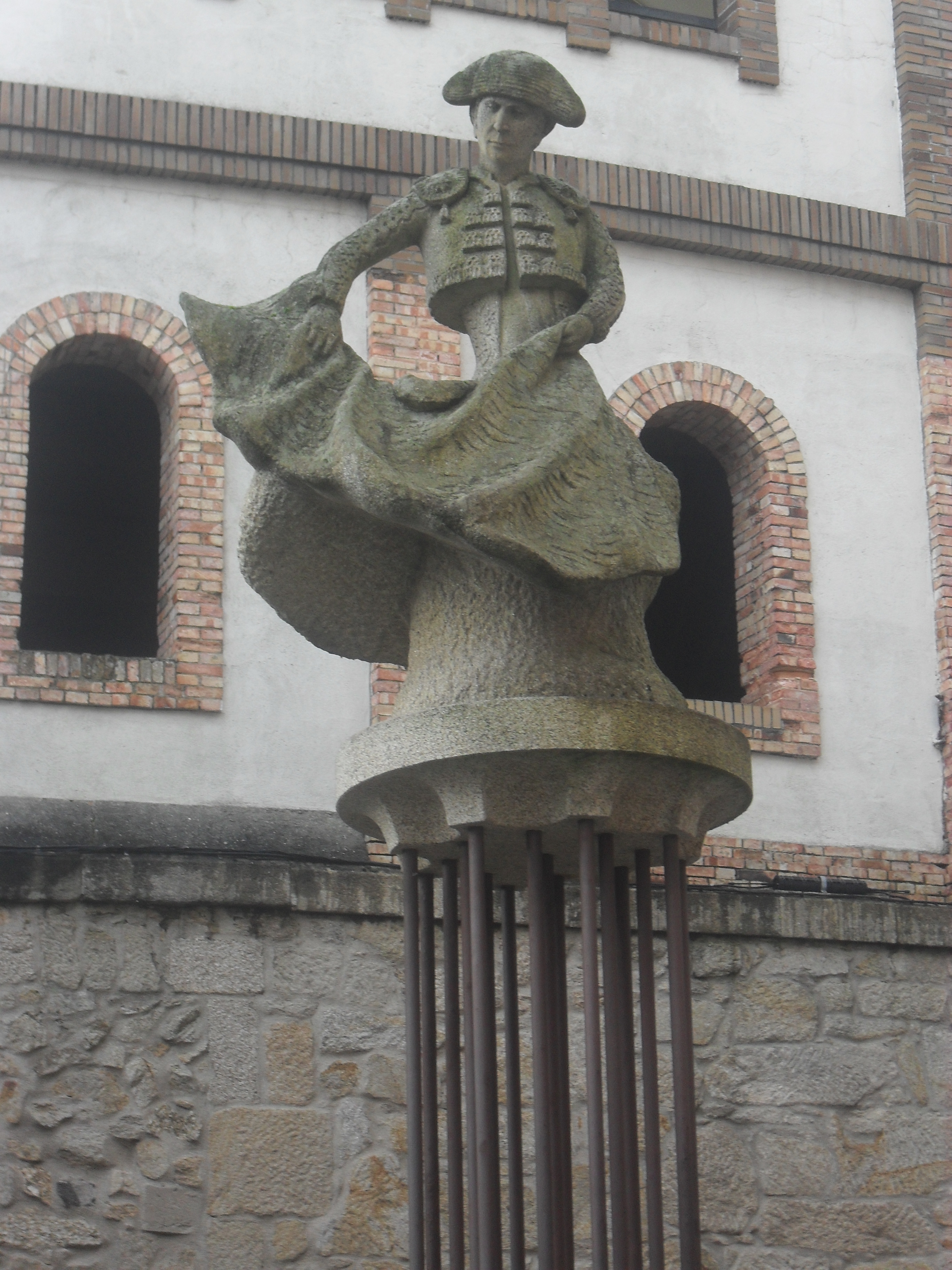
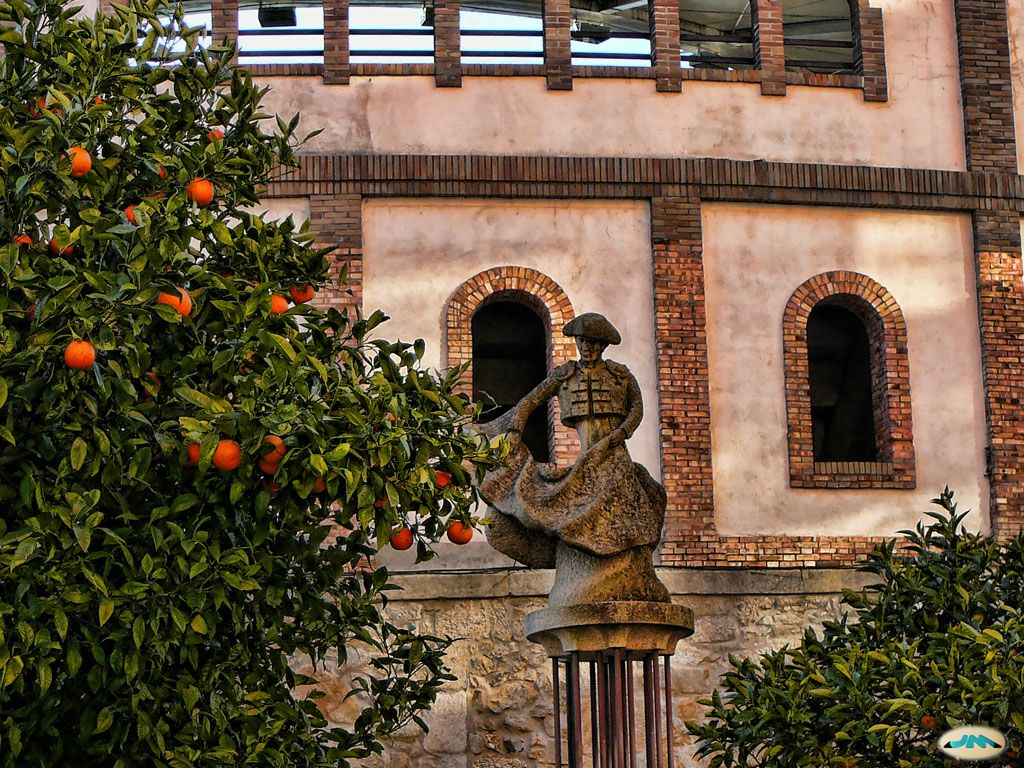
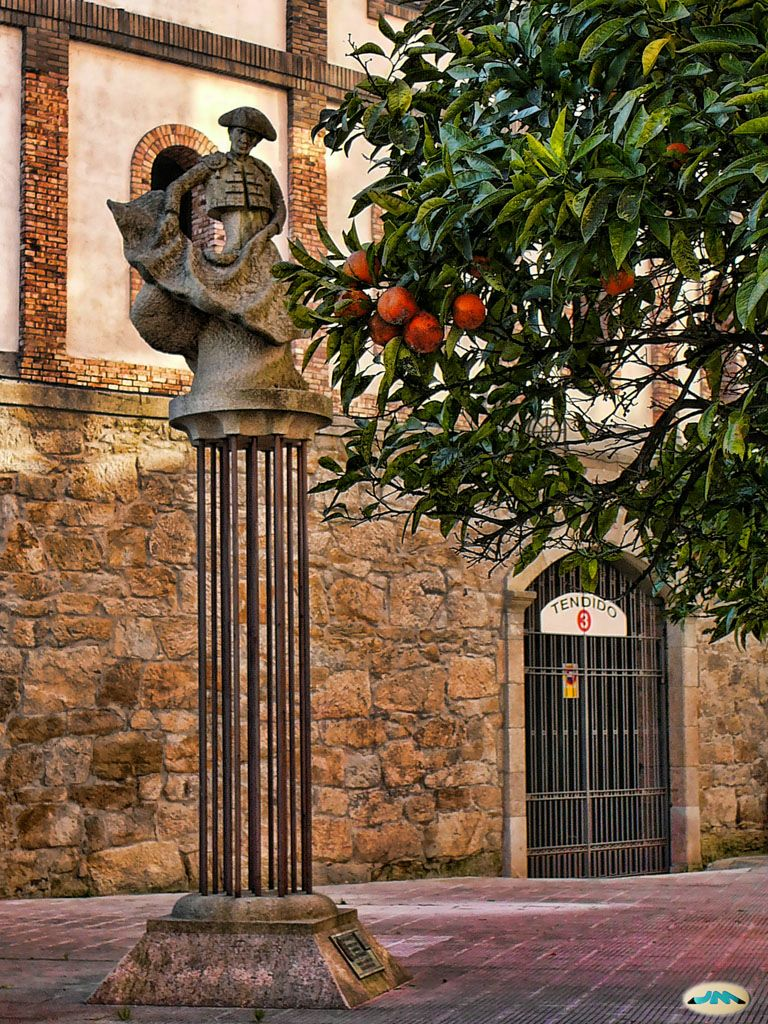
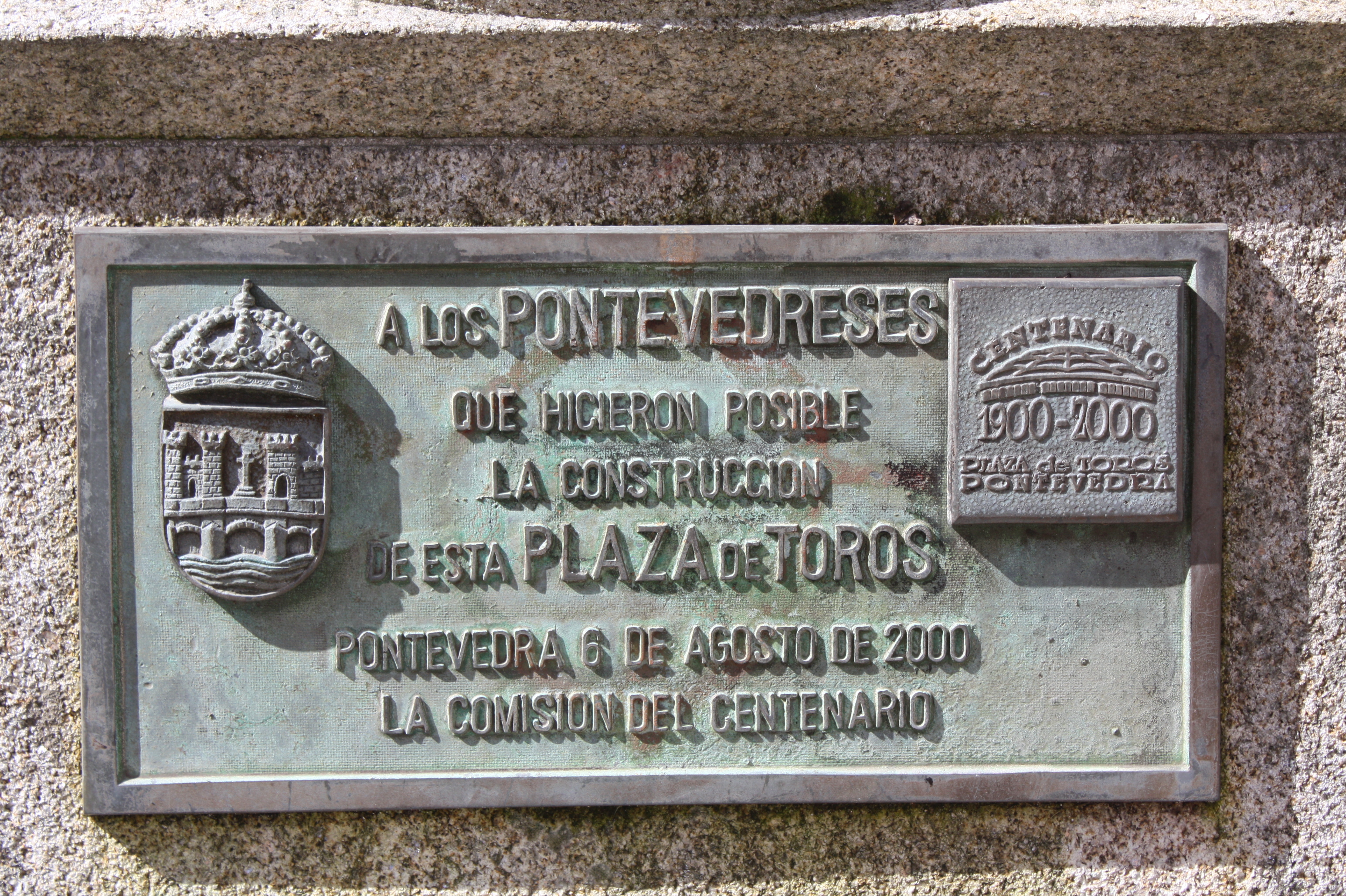
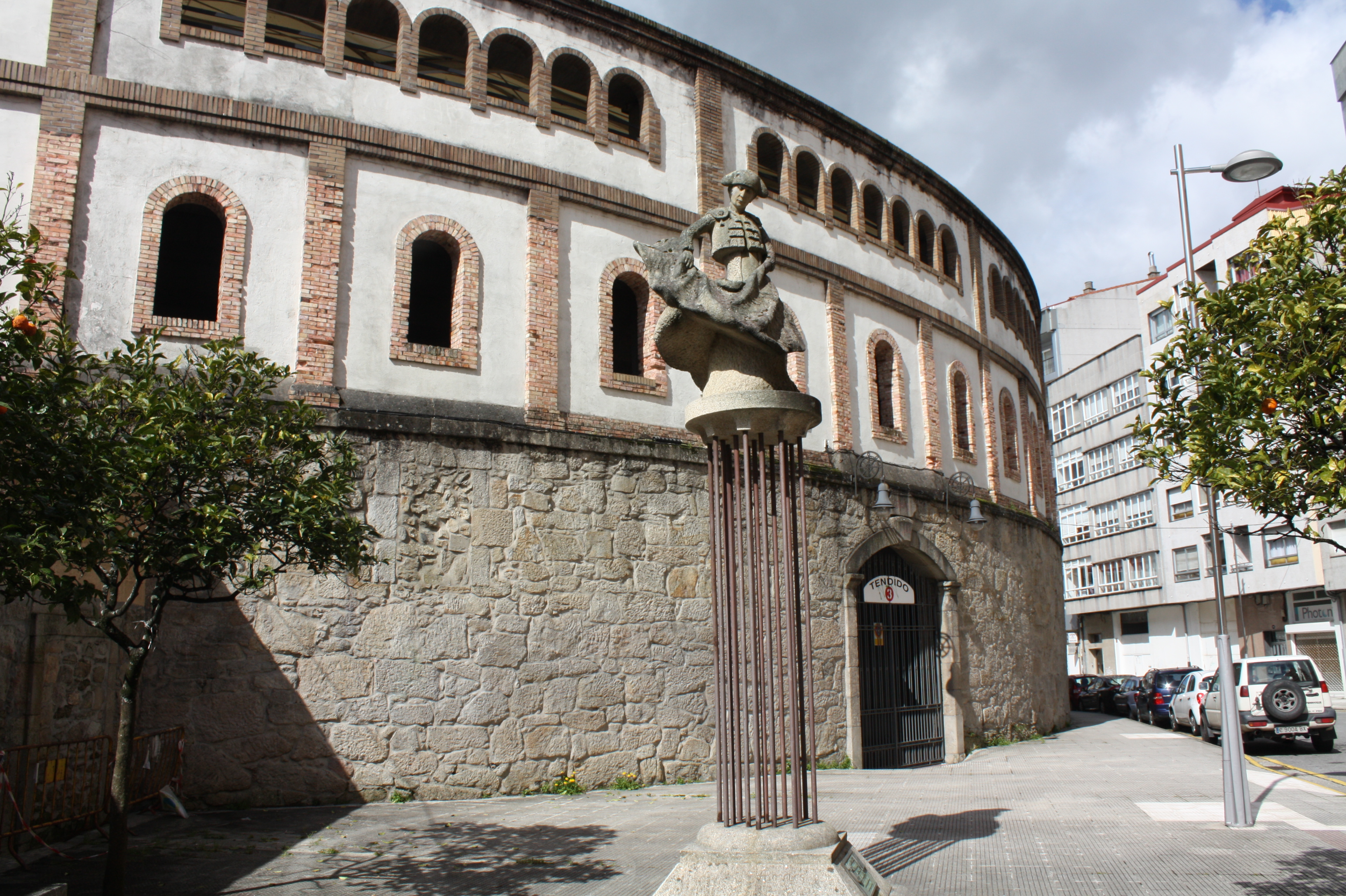
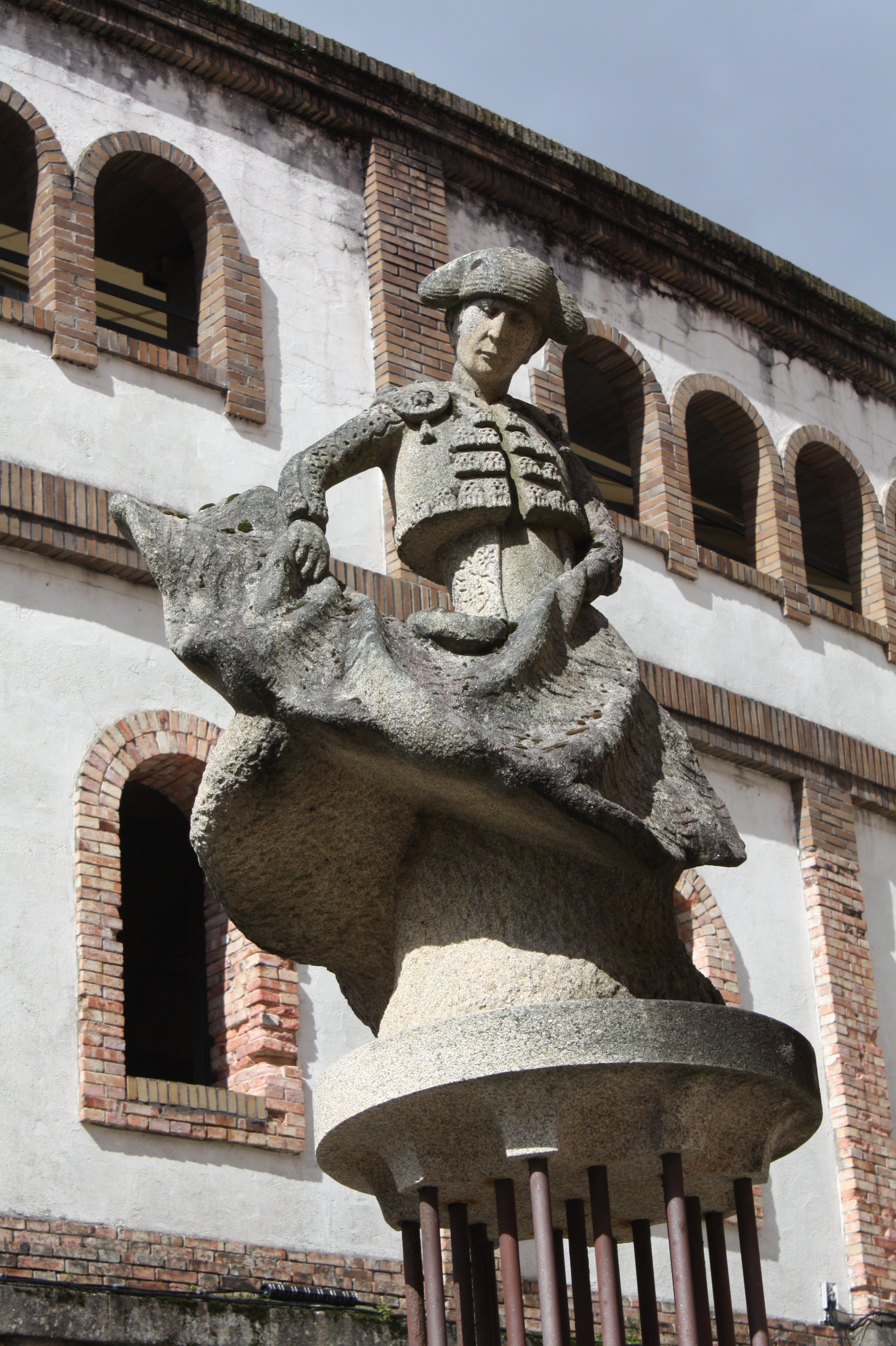

## Reputação da praça de touros de Pontevedra
A praça de touros de Pontevedra é a única na Galiza e palco da maior parte das touradas no noroeste da Península Ibérica. A feira da Peregrina é um dos ciclos taurinos da temporada espanhola que apresenta os melhores resultados de bilheteira, gerando grandes expectativas a partir dos seus cartazes. A actividade tauromáquica concentra-se na Feira da Peregrina, padroeira da província de Pontevedra, que se realiza todos os anos a partir do segundo domingo de agosto.